# Ophiodermatina
De Ophiodermatina zijn een infraorde van slangsterren uit de orde Ophiurida.

## Families
- Ophiochitonidae Matsumoto, 1915
- Ophiodermatidae Ljungman, 1867